# Lorna Raver
Lorna Raver (Pensilvania, 9 de octubre de 1943-12 de mayo de 2025) fue una actriz estadounidense conocida por su papel de Mrs. Ganush en la película de terror de 2009 titulada Arrástrame al infierno.

## Carrera
A pesar de su larga edad, Lorna Raver ha aparecido en numerosas obras de teatro, películas y series de televisión. A veces ella se acredita como Lorna Raver Johnson.

## Filmografía
| Año  | Título                       | Personaje                    | Notas            |
| ---- | ---------------------------- | ---------------------------- | ---------------- |
| 1995 | Autopista                    | Juez                         | Debut en el Cine |
| 2003 | First Watch                  | Vicepresidente               |                  |
| 2005 | Hospital de la Ciudad Candor | -                            | Cortometraje     |
| 2009 | Arrástrame al infierno       | Mrs. Ganush                  | Rol Principal    |
| 2009 | Armored                      | Agente de Bienestar Infantil |                  |
| 2011 | Llamada Siniestra            | Rosa                         |                  |
| 2011 | Rompiendo las Olas           | Sra. Conwell                 |                  |
| 2012 | Simbad: La Quinta Voyage     | Zoreh                        |                  |
| 2012 | Velas de Junco               | Beldad                       |                  |